# Časovka jednotlivců (Tour de France)
Toto je seznam vítězů časovek jednotlivců na Tour de France. 

## Časovka jednotlivců
| Etapa     | Datum       | Trasa                                                          | Vzdálenost        | Vítěz etapy             |
| --------- | ----------- | -------------------------------------------------------------- | ----------------- | ----------------------- |
| 1. etapa  | 1. 7. 2000  | Futuroscope                                                    | 16,5 km (10,3 mi) | David Millar (GBR)      |
| 19. etapa | 21. 7. 2000 | Freiburg im Breisgau (Německo) – Mylhúzy                       | 58,5 km (36,4 mi) | Lance Armstrong (USA)   |
| Prolog    | 7. 7. 2001  | Dunkerk                                                        | 8,2 km (5,1 mi)   | Christophe Moreau (FRA) |
| 11. etapa | 18. 7. 2001 | Grenoble – Chamrousse                                          | 32 km (20 mi)     | Lance Armstrong (USA)   |
| 18. etapa | 27. 7. 2001 | Montluçon – Saint-Amand-Montrond                               | 61 km (38 mi)     | Lance Armstrong (USA)   |
| Prolog    | 6. 7. 2002  | Lucemburk                                                      | 7 km (4,3 mi)     | Lance Armstrong (USA)   |
| 9. etapa  | 15. 7. 2002 | Lanester – Lorient                                             | 52 km (32 mi)     | Santiago Botero (COL)   |
| 19. etapa | 27. 7. 2002 | Régnié-Durette – Mâcon                                         | 50 km (31 mi)     | Lance Armstrong (USA)   |
| Prolog    | 5. 7. 2003  | Paříž                                                          | 6,5 km (4,0 mi)   | Bradley McGee (AUS)     |
| 12. etapa | 18. 7. 2003 | Gaillac – Cap Découverte                                       | 47 km (29 mi)     | Jan Ullrich (GER)       |
| 19. etapa | 26. 7. 2003 | Pornic – Nantes                                                | 49 km (30 mi)     | David Millar (GBR)      |
| Prolog    | 3. 7. 2004  | Lutych (Belgie)                                                | 6,1 km (3,8 mi)   | Fabian Cancellara (SUI) |
| 16. etapa | 21. 7. 2004 | Le Bourg-d'Oisans – Alpe-d'Huez                                | 15,5 km (9,6 mi)  | Lance Armstrong (USA)   |
| 19. etapa | 24. 7. 2004 | Besançon – Besançon                                            | 55,0 km (34,2 mi) | Lance Armstrong (USA)   |
| 1. etapa  | 2. 7. 2005  | Fromentine – Noirmoutier-en-l'Île                              | 19,0 km (11,8 mi) | David Zabriskie (USA)   |
| 20. etapa | 23. 7. 2005 | Saint-Étienne – Saint-Étienne                                  | 55,5 km (34,5 mi) | Lance Armstrong (USA)   |
| Prolog    | 1. 7. 2006  | Štrasburk – Štrasburk                                          | 7 km (4,3 mi)     | Thor Hushovd            |
| 7. etapa  | 8. 7. 2006  | Saint Grégoire – Rennes                                        | 52 km (32 mi)     | Serhij Hončar           |
| 19. etapa | 22. 7. 2006 | Le Creusot – Montceau-les-Mines                                | 56 km (35 mi)     | Serhij Hončar           |
| Prolog    | 7. 7. 2007  | Londýn (Spojené království)                                    | 8 km (5,0 mi)     | Fabian Cancellara       |
| 13. etapa | 21. 7. 2007 | Albi – Albi                                                    | 54 km (34 mi)     | Cadel Evans             |
| 19. etapa | 28. 7. 2007 | Cognac – Angoulême                                             | 55 km (34 mi)     | Levi Leipheimer         |
| 4. etapa  | 8. 7. 2008  | Cholet – Cholet                                                | 29,5 km (18,3 mi) | Stefan Schumacher       |
| 20. etapa | 26. 7. 2008 | Cérilly – Saint-Amand-Montrond                                 | 53 km (33 mi)     | Stefan Schumacher       |
| 1. etapa  | 4. 7. 2009  | Monako – Monako                                                | 15,5 km (9,6 mi)  | Fabian Cancellara       |
| 18. etapa | 23. 7. 2009 | Annecy – Annecy                                                | 40,5 km (25,2 mi) | Alberto Contador        |
| Prolog    | 3. 7. 2010  | Rotterdam – Rotterdam                                          | 9 km (5,6 mi)     | Fabian Cancellara       |
| 19. etapa | 24. 7. 2010 | Bordeaux – Pauillac                                            | 52 km (32 mi)     | Fabian Cancellara       |
| 20. etapa | 23. 7. 2011 | Grenoble – Grenoble                                            | 42,5 km (26,4 mi) | Tony Martin             |
| Prolog    | 30. 6. 2012 | Lutych – Lutych                                                | 6,4 km (4,0 mi)   | Fabian Cancellara       |
| 9. etapa  | 9. 7. 2012  | Arc-et-Senans – Besançon                                       | 41,5 km (25,8 mi) | Bradley Wiggins         |
| 19. etapa | 21. 7. 2012 | Bonneva – Chartres                                             | 53,5 km (33,2 mi) | Bradley Wiggins         |
| 11. etapa | 10. 7. 2013 | Avranches – Mont-Saint-Michel                                  | 33 km (21 mi)     | Tony Martin             |
| 17. etapa | 17. 7. 2013 | Embrun – Chorges                                               | 32 km (20 mi)     | Chris Froome            |
| 20. etapa | 26. 7. 2014 | Bergerac – Périgueux                                           | 54 km (34 mi)     | Tony Martin             |
| 1. etapa  | 4. 7. 2015  | Utrecht – Utrecht                                              | 13,8 km (8,6 mi)  | Rohan Dennis            |
| 13. etapa | 15. 7. 2016 | Bourg-Saint-Andéol – La Caverne du Pont-d'Arc                  | 37,5 km (23,3 mi) | Tom Dumoulin            |
| 18. etapa | 21. 7. 2016 | Sallanches – Megève (horská časovka)                           | 18 km (11 mi)     | Chris Froome            |
| 1. etapa  | 1. 7. 2017  | Düsseldorf (Německo)                                           | 13 km (8 mi)      | Geraint Thomas          |
| 20. etapa | 22. 7. 2017 | Marseille                                                      | 23 km (14 mi)     | Maciej Bodnar           |
| 20. etapa | 28. 7. 2018 | Saint-Pée-sur-Nivelle – Espelette                              | 31 km (19 mi)     | Tom Dumoulin            |
| 13. etapa | 19. 7. 2019 | Pau – Pau                                                      | 27,2 km (17 mi)   | Julian Alaphilippe      |
| 20. etapa | 19. 9. 2020 | Lure – Planina krásných dívek (horská časovka)                 | 36,2 km (22 mi)   | Tadej Pogačar           |
| 5. etapa  | 30. 6. 2021 | Changé – Laval (individuální časovka)                          | 27,2 km (17 mi)   | Tadej Pogačar           |
| 20. etapa | 17. 7. 2021 | Libourne – Saint-Émilion (individuální časovka)                | 30,8 km (19 mi)   | Wout van Aert           |
| Prolog    | 1. 7. 2022  | Kodaň (Dánsko) (individuální časovka)                          | 13 km (8 mi)      | Yves Lampaert           |
| 20. etapa | 21. 7. 2022 | Lacapelle-Marival – Rocamadour (individuální časovka)          | 40 km (25 mi)     | Wout van Aert           |
| 16. etapa | 18. 7. 2023 | Passy – Combloux (individuální časovka)                        | 22 km (14 mi)     | Jonas Vingegaard        |
| 7. etapa  | 5. 7. 2024  | Nuits-Saint-Georges – Gevrey Chambertin (individuální časovka) | 25,2 km (15,7 mi) | Remco Evenepoel         |
| 21. etapa | 21. 7. 2024 | Monako – Nice (individuální časovka)                           | 35 km (21,7 mi)   | Tadej Pogačar (SLO)     |
| 5. etapa  | 9. 7. 2025  | Caen – Caen (individuální časovka)                             | 33 km             | Remco Evenepoel (BEL)   |